# Goniofusus spectrum
Goniofusus spectrum is een slakkensoort uit de familie van de Fasciolariidae. De wetenschappelijke naam van de soort werd in 1848 voor het eerst geldig gepubliceerd door A. Adams & Reeve.